# 退出状态
退出状态（Exit status，别称Return Code，亦译为“返回码”）在计算机领域中指一个子进程（或被调用方）运行结束时向其父进程（或调用方）返回的一个相对小的值。在DOS中，这个值被称作errorlevel。
当计算机程序执行时，操作系统会创建一个抽象实体（通称进程）以便对程序进行控制与维护；而在多任务系统（如Unix和Linux）中，新进程可由当前活动进程创建，在这种情况下被创建的新进程即为子进程，对应的创建之的进程亦称父进程，且父子进程是并发执行的，因而可以产生子进程这种方式在父进程不需停止执行的前提下委派一部分任务给子进程；而当子进程执行完毕时，子进程会调用exit来终止运行，而exit调用会产生退出状态码并将返回予父进程，父进程则以系统调用wait来获取该数值。